# アンディー・ラザフ

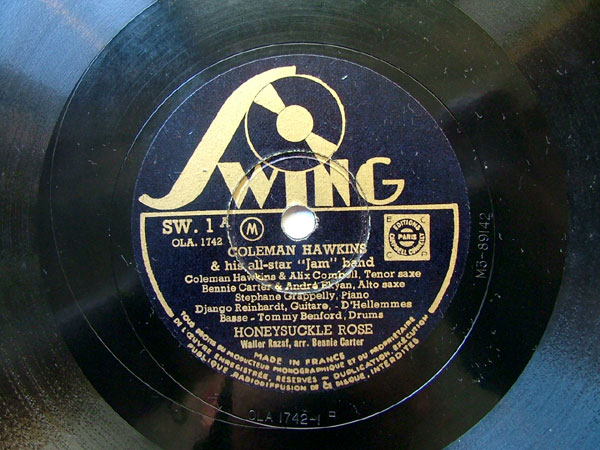
コールマン・ホーキンスのシングル「ハニーサックル・ローズ」（1937年）

アンディー・ラザフ（Andy Razaf、1895年11月16日 - 1973年2月3日）は、アメリカ合衆国の詩人、作曲家、作詞家であり、「浮気はやめた」や「ハニーサックル・ローズ」などで知られる。

## 略歴
ワシントンD.C.で誕生。出生名はアンドリアマナンテナ・ポール・ラザフィンカリーフォ（Andriamanantena Paul Razafinkarefo）。
父親は、マダガスカル島に17世紀に成立したメリナ人の国メリナ王国の女王の甥だった。母親はメリナ王国初の黒人アメリカ人宰相ジョン・L・ウォーラーの娘。
1883年から1895年にかけてマダガスカルをフランス軍が侵攻し、1896年にはフランスに併合し植民地化した。ラザフの父は戦死し、当時15歳だった母は身ごもったままアメリカに亡命した。そして1895年にアンディーを生んだ。ハーレムで育つ。16歳で学校をやめ、ティン・パン・アレー地区のオフィス・ビルのエレベーター・ボーイとなった。1年後、処女作を書き作詞家になった。この時期、タイムズ・スクエアのグレイハウンド・バスの停留場のGaiety Theatre（当時、黒人版ティン・パン・アレーであった）で多くの時間を過ごす。
初期の作品は1917年から1918年にかけてハーレム・ルネサンスにおける初の新聞「Voice」で発表された。そして、ユービー・ブレイク、ドン・レッドマン、ジェームズ・P・ジョンソン、ハリー・ブルックス、ファッツ・ウォーラーといった作曲家とコラボレートしていった。
このうち、ウォーラーとは、「浮気はやめた」、「ハニーサックル・ローズ」、「ジョイント・イズ・ジャンピン」、「ウィロー・ツリー」、「キーピン・アウト・オブ・ミスチーフ・ナウ」、「（ワット・ディド・アイドゥー・トゥー・ビー・ソー）ブラック・アンド・ブルー」などを共作した。
彼の作品はベニー・グッドマン、ユービー・ブレイク、キャブ・キャロウェイなどが演奏した。
1972年、ソングライターの殿堂入りを果たした。
1973年、カリフォルニア州ノース・ハリウッドにて腎不全で死去。77歳没。

## 主な作品
ソングライターの殿堂に登録されているのは215作品 だが、出版しなかった作品も多く、伝記によると800曲。主な作品は以下のとおり。
- ボルチモア - "Baltimo" ※17歳の時の作品。ニューヨークのウィンター・ガーデン・シアターにて『The Passing Show of 1913』で歌われた。
- 浮気はやめた - "Ain't Misbehavin'" ※作曲：ファッツ・ウォーラー
- ハニーサックル・ローズ - "Honeysuckle Rose" ※作曲：ファッツ・ウォーラー
- イン・ザ・ムード - "In the Mood"
- ブラック・アンド・ブルー - "Black and Blue" ※作曲：ファッツ・ウォーラー
- サヴォイでストンプ - "Stompin' at the Savoy"
- クリストファー・コロンブス - "Christopher Columbus" ※作曲レオン・ベリー
- "Garvey! Hats Off to Garvey"
- "The Joint Is Jumpin’"
- "Keepin' Out of Mischief Now"
- "Louisiana"
- "That's what I like about the South"
- "U.N.I.A."
- 恋人よ不満かい（英語版） ※作曲：ドン・レッドマン

## 録音作品
- マキシン・サリヴァン : A Tribute to Andy Razaf (1956年) ※レナード・フェザー・プロデュース。2006年に2曲を追加した My Memories of Youとして再発。
- ボビー・ショート : Guess Who's in Town: Bobby Short Performs the Songs of Andy Razaf (1987年) ※2001年にBobby Short Loves Cole Porterとの2in1で再発。

## 詩集
- Wired, Hired, Fired : 人種差別を嘆いた作品
- Jack Johnson : 伝説的な黒人ボクサーを歌ったもの

## 伝記
- 『Black and Blue: The Life and Lyrics of Andy Razaf』筆者：Barry Singer, 1993年、ISBN 0-02-872395-3
- 『Easy to Remember: The Great American Songwriters and Their Songs』著者：William Zinsser, David R. Godine Publisher, 2006年, ISBN 1-56792-325-9
- 『The Poets of Tin Pan Alley: A History of America's Great Lyricists』著者：Philip Furia, ISBN 0-19-507473-4
- 『Who's Who of the Colored Race, Memento Edition Half-Century Anniversary of Negro Freedom in U.S.』Gale Research Company, Book Tower Detroitから再発, 1976年